# Geophilus fucorum
Geophilus fucorum is een duizendpotensoort uit de familie van de Geophilidae. De wetenschappelijke naam van de soort is voor het eerst geldig gepubliceerd in 1900 door Brölemann.